# Ronnie Ross
Albert Ronald "Ronnie" Ross (Calcutta, 2 ottobre 1933 – Londra, 12 dicembre 1991) è stato un sassofonista e clarinettista britannico di musica jazz.
Ross si trasferì in Inghilterra nel 1946 e iniziò a suonare il sax tenore, negli anni cinquanta con Tony Kinsey, Ted Heath e Don Rendell. Durante il periodo con Rendell passò al sax baritono che rimase il suo strumento principale.
Suonò al Newport Jazz Festival nel 1958 e nello stesso anno formò un gruppo chiamato The Jazz Makers con Allan Ganley. Andò in tour col Modern Jazz Quartet nel 1959 negli Stati Uniti prima e in Europa poi. Dal 1961 al 1965, suonò con Bill LeSage, successivamente con Woody Herman, John Dankworth, Friedrich Gulda e Clark Terry.
Ross fu insegnante di sassofono del dodicenne David Jones, colui che dopo pochì anni esordì con il nome d'arte di David Bowie e anni dopo fu solista nella canzone di Lou Reed "Walk on the Wild Side" (coprodotta da Bowie). Ross è apparso come solista in diversi album dei Matt Bianco e in Picture Book dei Simply Red.
Alla memoria di Ross, i Matt Bianco dedicano Ronnie's Samba nel loro album del 2004 Matt's Mood. Il pezzo è un collage di pezzi solisti del defunto jazzista.

## Discografia

### Album studio
- The Swinging Sounds of the Jazzmakers (1959)
- Cleopatra's Needle (1968[3])
- Stompin' (2008[4])
- The Jazz Makers'

### Collaborazioni
- 1963 - What the Dickens!, John Dankworth (sassofono baritono)
- 1968 - The Beatles, The Beatles (sassofono baritono in Savoy Truffle)
- 1972 - Transformer, Lou Reed (sassofono baritono in Walk on the Wild Side e Goodnight Ladies)[12]
- 1974 - Another Time, Another Place, Bryan Ferry (sassofono)[13]
- 1978 - Nite Flights, The Walker Brothers (sassofono soprano)[14]
- 1984 - Whose Side Are You On?, Matt Bianco (sassofono baritono in No No Never, Half a Minute, Matt's Mood, Get Out of Your Lazy Bed, Matt's Mood II e The Other Side)[15]
- 1985 - Picture Book, Simply Red (sassofono baritono in Jericho, Sad Old Red e Heaven)[8]
- 1985 - Believe You Me, Blancmange (sassofono baritono in Other Animals)
- 1986 - Matt Bianco, Matt Bianco (sassofono baritono e sassofono alto)[16]
- 1989 - London Warsaw New York, Basia Trzetrzelewska (sassofono baritono)[17]
- 1991 - Peggy Suicide, Julian Cope (sassofono baritono)[18]

### Apparizioni in compilation
- The Jazz Makers/Groove Funk Soul (2000)[19]